# Leptura aethiops
Espèce
Leptura aethiops est une espèce d'insectes coléoptères de la famille des Cerambycidae, de la sous-famille des Lepturinae.